# Hrabstwo Mason (Teksas)

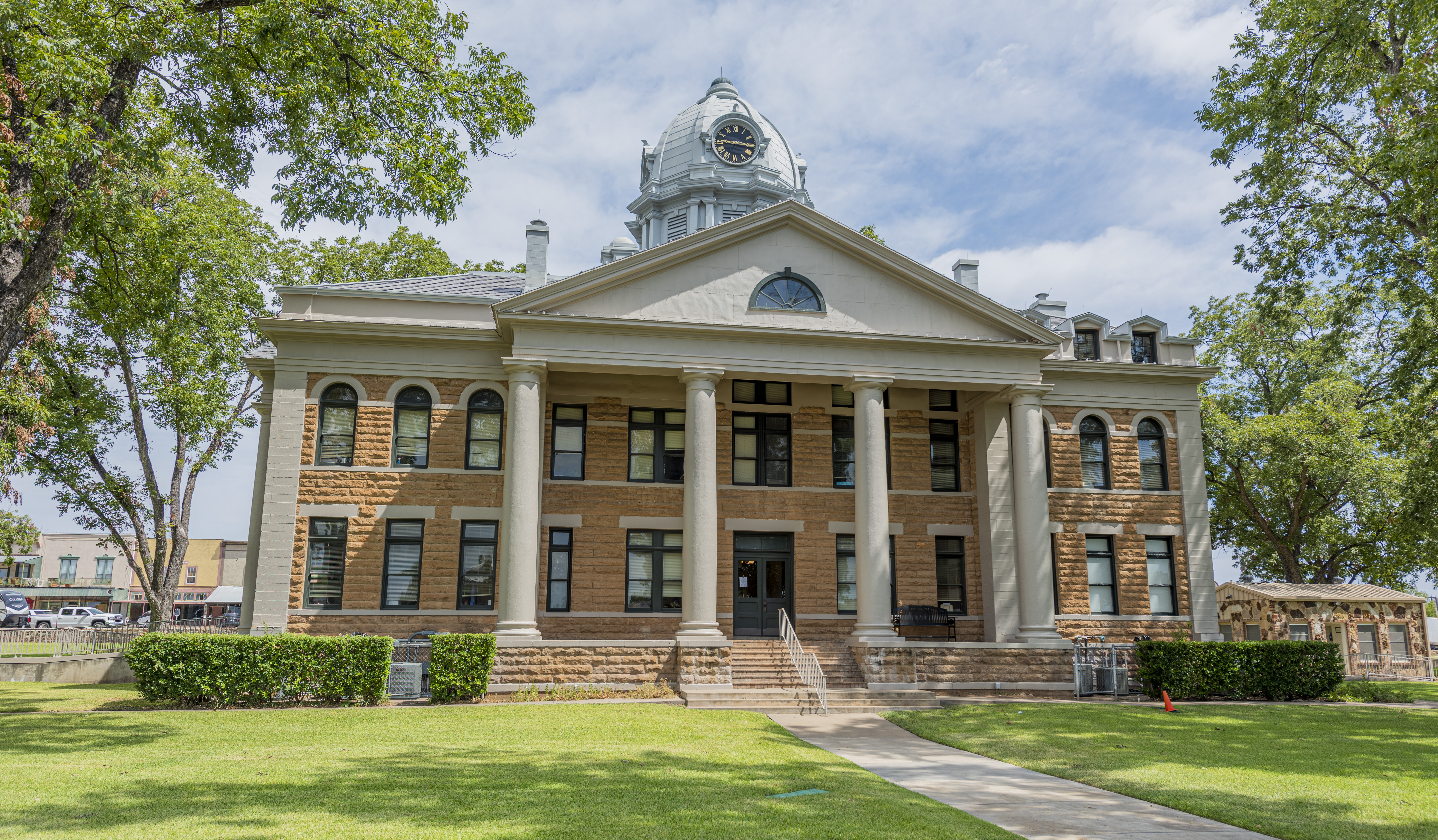
Zabytkowy budynek sądu hrabstwa Mason, który spłonął w 2021 roku w wyniku podpalenia

Piramida wieku hrabstwa

Hrabstwo Mason – rolnicze hrabstwo w USA, w środkowym Teksasie, na Płaskowyżu Edwardsa. Utworzone w 1858 r. Siedzibą hrabstwa jest miasteczko Mason.

## Sąsiednie hrabstwa
- Hrabstwo McCulloch (północ)
- Hrabstwo San Saba (północny wschód)
- Hrabstwo Llano (wschód)
- Hrabstwo Gillespie (południe)
- Hrabstwo Kimble (południowy zachód)
- Hrabstwo Menard (zachód)

## Gospodarka
Hodowla zwierząt egzotycznych (Mason Mountain WMA), kóz, owiec, oraz w mniejszym stopniu bydła i drobiu; zaawansowane sadownictwo, oraz produkcja siana.
Sonlight Apple Orchard jest jednym z większych sadów jabłkowych w Teksasie. 

## Demografia
Według danych pięcioletnich z 2023 roku, mieszkańcy deklarują głównie pochodzenie niemieckie (37%), meksykańskie (20,9%), irlandzkie (16%), angielskie (11,4%), „amerykańskie” (6%) i francuskie (3,2%). Ponad trzy czwarte (77,5%) to biali niebędący Latynosami. 